# Boisné-La Tude
Boisné-La Tude est une commune nouvelle, située dans le département de la Charente en région Nouvelle-Aquitaine, créée le 1er janvier 2016.
Elle est issue du regroupement des trois communes de Charmant, Chavenat et Juillaguet devenues des communes déléguées.

## Géographie
La commune est située à 20 km au sud d'Angoulême, 10 km au nord de Montmoreau-Saint-Cybard et 5 km à l'ouest de Villebois-Lavalette. Elle est bordée à l'ouest par la D 674 d'Angoulême à Libourne.

### Communes limitrophes
|          | Fouquebrune    |                          |
| Chadurie | Boisné-La Tude | Magnac-Lavalette-Villars |
|          | Montmoreau     | Ronsenac, Gurat          |

### Milieux naturels et biodiversité

#### Natura 2000
Arrosé par la Tude et par ses petits affluents (ruisseaux de l'Eau Morte, de l'Étang Gouyat et de Landuraud), le territoire communal est concerné par le site Vallée de la Tude, identifié dans le réseau Natura 2000 comme important pour la conservation d'espèces animales européennes menacées,.
Seize espèces animales inscrites à l'annexe II de la directive 92/43/CEE de l'Union européenne y ont été répertoriées.
- un amphibien : le Sonneur à ventre jaune (Bombina variegata) ;
- un crustacé, l'Écrevisse à pattes blanches (Austropotamobius pallipes) ;
- six insectes : l'Agrion de Mercure (Coenagrion mercuriale), le Cerf-volant (mâle) ou la Grande biche (femelle) (Lucanus cervus), la Cordulie à corps fin (Oxygastra curtisii), le Cuivré des marais (Lycaena dispar), le Damier de la succise (Euphydryas aurinia) et le Gomphe de Graslin (Gomphus graslinii) ;
- cinq mammifères : la Loutre d'Europe (Lutra lutra) et le Vison d'Europe (Mustela lutreola), et trois chauves-souris : la Barbastelle d'Europe (Barbastella barbastellus), le Murin à oreilles échancrées (Myotis emarginatus) et le Petit rhinolophe (Rhinolophus hipposideros) ;
- deux poissons : le Chabot fluviatile (Cottus perifretum) et la Lamproie de Planer (Lampetra  planeri) ;
- un reptile : la Cistude (Emys orbicularis).

Vingt-six autres espèces animales importantes y ont été recensées dont quatorze sont concernées par l'annexe IV de la directive habitats.

#### ZNIEFF
À Boisné-La Tude, sur un périmètre quasi identique à celui du site Natura 2000 ci-dessus, les vallées de la Tude et de ses petits affluents font partie de la ZNIEFF de type II nommée « Vallées de la Nizonne, de la Tude et de la Dronne en Poitou-Charentes »,.
Vingt-deux espèces déterminantes d'animaux y ont été répertoriées :
- un amphibien : la Rainette verte (Hyla arborea) ;
- un crustacé, l'Écrevisse à pattes blanches (Austropotamobius pallipes) ;
- cinq insectes dont trois lépidoptères : l'Azuré de la sanguisorbe (Phengaris teleius), le Cuivré des marais (Lycaena dispar) et le Fadet des laîches (Coenonympha oedippus) et deux odonates : l'Agrion de Mercure (Coenagrion mercuriale) et la Cordulie à corps fin (Oxygastra curtisii) ;
- sept mammifères : la Loutre d'Europe (Lutra lutra) et le Vison d'Europe (Mustela lutreola), ainsi que cinq chauves-souris : le Murin à moustaches (Myotis mystacinus), l'Oreillard roux (Plecotus auritus), la Pipistrelle de Kuhl (Pipistrellus kuhlii), le Petit rhinolophe (Rhinolophus hipposideros) et la Sérotine commune (Eptesicus serotinus) ;
- quatre oiseaux : l'Alouette lulu (Lullula arborea), le Martin-pêcheur d'Europe (Alcedo atthis), le Milan noir (Milvus migrans) et le Tarier des prés (Saxicola rubetra) ;
- trois poissons : le Chabot commun (Cottus gobio), la Lamproie de Planer (Lampetra  planeri) et le Toxostome (Parachondrostoma toxostoma) ;
- un reptile : la Cistude (Emys orbicularis).

Vingt-neuf autres espèces animales (quatre mammifères et vingt-cinq oiseaux) y ont été recensées.

## Urbanisme

### Typologie
Au 1er janvier 2024, Boisné-La Tude est catégorisée commune rurale à habitat très dispersé, selon la nouvelle grille communale de densité à 7 niveaux définie par l'Insee en 2022.
Elle est située hors unité urbaine. Par ailleurs la commune fait partie de l'aire d'attraction d'Angoulême, dont elle est une commune de la couronne,. Cette aire, qui regroupe 94 communes, est catégorisée dans les aires de 50 000 à moins de 200 000 habitants,.

### Risques majeurs
Le territoire de la commune de Boisné-La Tude est vulnérable à différents aléas naturels : météorologiques (tempête, orage, neige, grand froid, canicule ou sécheresse), inondations, mouvements de terrains et séisme (sismicité faible). Il est également exposé à un risque technologique,  le transport de matières dangereuses. Un site publié par le BRGM permet d'évaluer simplement et rapidement les risques d'un bien localisé soit par son adresse soit par le numéro de sa parcelle.

#### Risques naturels
Certaines parties du territoire communal sont susceptibles d’être affectées par le risque d’inondation par ruissellement et coulée de boue, notamment la Tude. La commune a été reconnue en état de catastrophe naturelle au titre des dommages causés par les inondations et coulées de boue survenues en 1982, 1983, 1999 et 2007,.

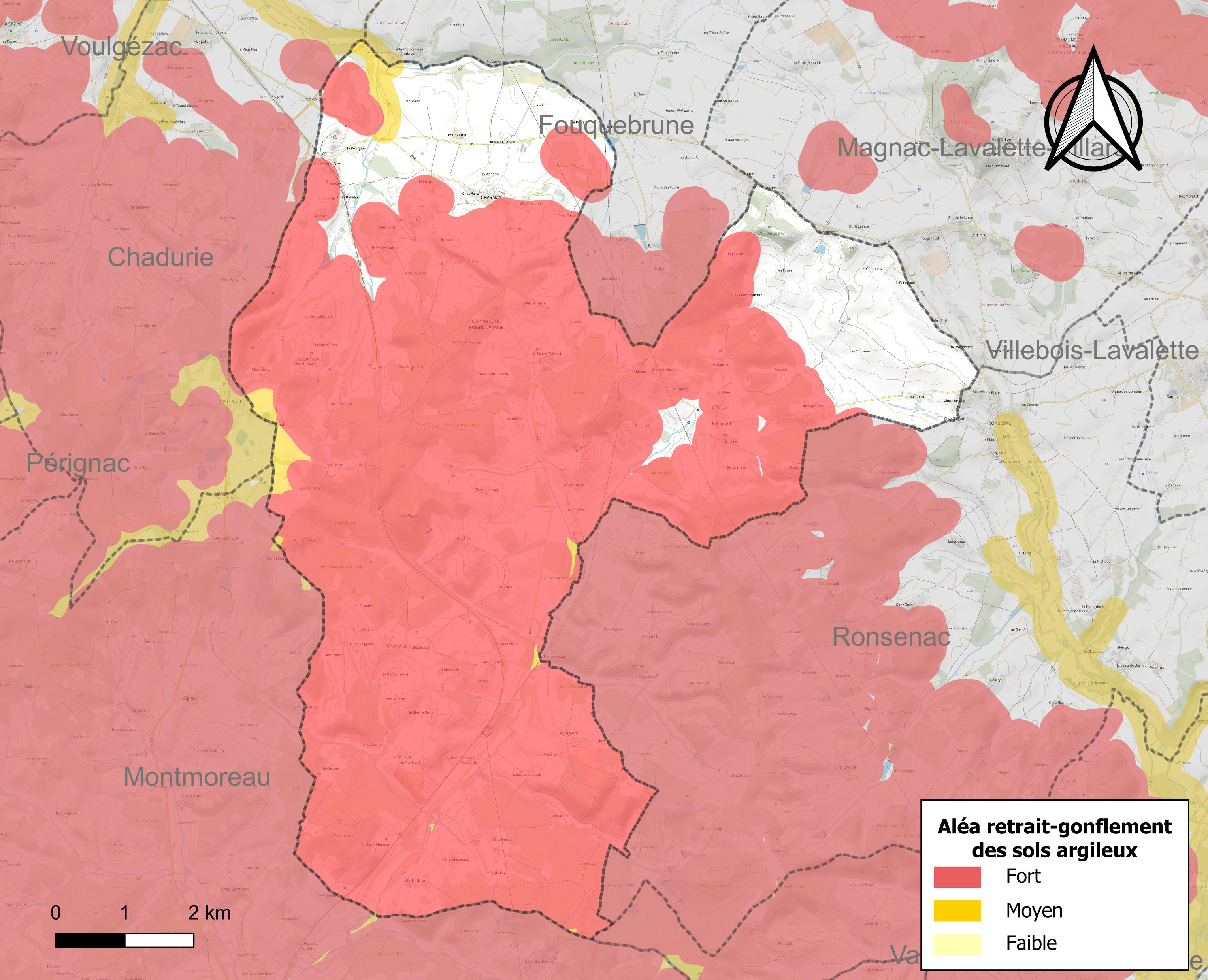
Carte des zones d'aléa retrait-gonflement des sols argileux de Boisné-La Tude.

Les mouvements de terrains susceptibles de se produire sur la commune sont des glissements de terrain.
Le retrait-gonflement des sols argileux est susceptible d'engendrer des dommages importants aux bâtiments en cas d’alternance de périodes de sécheresse et de pluie. 81,6 % de la superficie communale est en aléa moyen ou fort (67,4 % au niveau départemental et 48,5 % au niveau national). Sur les 375 bâtiments dénombrés sur la commune en 2019,  316 sont en aléa moyen ou fort, soit 84 %, à comparer aux 81 % au niveau départemental et 54 % au niveau national. Une cartographie de l'exposition du territoire national au retrait gonflement des sols argileux est disponible sur le site du BRGM,.
Par ailleurs, afin de mieux appréhender le risque d’affaissement de terrain, l'inventaire national des cavités souterraines permet de localiser celles situées sur la commune.
Concernant les mouvements de terrains, la commune a été reconnue en état de catastrophe naturelle au titre des dommages causés par des mouvements de terrain en 1999.

#### Risques technologiques
Le risque de transport de matières dangereuses sur la commune est lié à sa traversée par une ou des infrastructures routières ou ferroviaires importantes ou la présence d'une canalisation de transport d'hydrocarbures. Un accident se produisant sur de telles infrastructures est susceptible d’avoir des effets graves sur les biens, les personnes ou l'environnement, selon la nature du matériau transporté. Des dispositions d’urbanisme peuvent être préconisées en conséquence.

## Toponymie
Le nom de Boisné-La Tude, décidé en 2015 par les maires concernés, évoque le chemin Boisné, l'ancienne voie romaine de Saintes à Périgueux qui traverse d'ouest en est deux des trois communes associées (Charmant et Juillaguet), et la Tude, sous-affluent de la Dordogne qui prend sa source à Juillaguet et arrose les trois communes du nord au sud.

## Histoire
La commune nouvelle a été créée par un arrêté préfectoral du 17 novembre 2015, effectif le 1er janvier 2016, par regroupement des trois communes de Charmant, Chavenat et Juillaguet devenues des communes déléguées,.

## Politique et administration
Jusqu'aux prochaines élections municipales de 2020, le conseil municipal de la nouvelle commune est constitué de l'ensemble des conseillers municipaux des anciennes communes. Un nouveau maire est élu début 2016. Les maires actuels des communes deviennent maires délégués de chacune des anciennes communes.
| Nom              | Code Insee | Intercommunalité        | Superficie (km2) | Population (dernière pop. légale) | Densité (hab./km2) |
| ---------------- | ---------- | ----------------------- | ---------------- | --------------------------------- | ------------------ |
| Charmant (siège) | 16082      | CC d'Horte et Lavalette | 17,15            | 361 (2013)                        | 21                 |
| Chavenat         | 16092      | CC d'Horte et Lavalette | 9,83             | 212 (2013)                        | 22                 |
| Juillaguet       | 16172      | CC d'Horte et Lavalette | 7,27             | 150 (2013)                        | 21                 |

Le siège de la mairie est l'actuelle mairie de Charmant.

## Population et société

### Démographie

#### Évolution démographique
L'évolution du nombre d'habitants est connue à travers les recensements de la population effectués dans la commune depuis sa création.

En 2022, la commune comptait 661 habitants, en évolution de −6,64 % par rapport à 2016 (Charente : −0,48 %, France hors Mayotte : +2,11 %).
| 2018 | 2022 |
| ---- | ---- |
| 679  | 661  |

#### Pyramide des âges
La population de la commune est relativement âgée.
En 2018, le taux de personnes d'un âge inférieur à 30 ans s'élève à 28,5 %, soit en dessous de la moyenne départementale (30,2 %). À l'inverse, le taux de personnes d'âge supérieur à 60 ans est de 32,1 % la même année, alors qu'il est de 32,3 % au niveau départemental.
En 2018, la commune comptait 338 hommes pour 341 femmes, soit un taux de 50,22 % de femmes, légèrement inférieur au taux départemental (51,59 %).
Les pyramides des âges de la commune et du département s'établissent comme suit.
| Hommes | Classe d’âge | Femmes |
| ------ | ------------ | ------ |
| 2,1    | 90 ou +      | 1,8    |
| 7,7    | 75-89 ans    | 7,6    |
| 23,7   | 60-74 ans    | 21,4   |
| 23,7   | 45-59 ans    | 21,4   |
| 15,4   | 30-44 ans    | 18,2   |
| 13,0   | 15-29 ans    | 11,4   |
| 14,5   | 0-14 ans     | 18,2   |

| Hommes | Classe d’âge | Femmes |
| ------ | ------------ | ------ |
| 1      | 90 ou +      | 2,7    |
| 9,2    | 75-89 ans    | 12     |
| 20,6   | 60-74 ans    | 21,3   |
| 20,7   | 45-59 ans    | 20,3   |
| 16,8   | 30-44 ans    | 16     |
| 15,6   | 15-29 ans    | 13,4   |
| 16,1   | 0-14 ans     | 14,3   |

## Culture locale et patrimoine

### Lieux et monuments
- Église Saint-Cybard de Chavenat.
- Église Notre-Dame de Charmant.